# Oudestraat

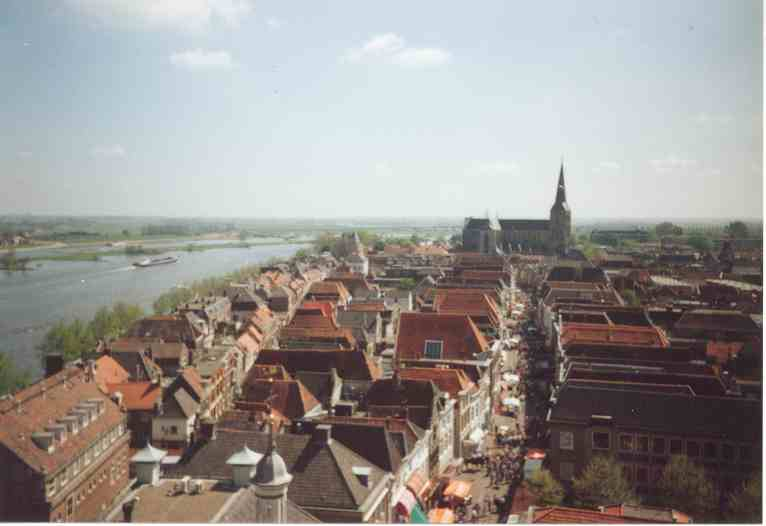
De Oudestraat van bovenaf gezien met op achtergrond de Boven- of Sint Nicolaaskerk.

De Oudestraat is een straat in het centrum van de Nederlandse stad Kampen en vormt samen met de Geerstraat de belangrijkste winkelstraat van de stad. Vrijwel elke landelijke winkelketen heeft hier een filiaal.
De straat begint aan het Muntplein, waaraan de Boven- of Sint Nicolaaskerk is gelegen en eindigt aan de Buitenkade, waarlangs de stadsgracht de Burgel loopt. Het is met circa 1000 meter een van de langste winkelstraten van Nederland.
Ongeveer in het midden van de Oudestraat bevindt zich het plein de Plantage. Hier vindt iedere zaterdag de zaterdagmarkt plaats.
In de straat bevinden zich diverse panden van historisch belang, waaronder:
- het Gotisch Huis;
- de Onze Lieve Vrouwe- of Buitenkerk, een zogenaamde hallenkerk;
- het oude stadhuis van Kampen
- de Nieuwe Toren
- Olde Vleyshuis

## Fotogalerij

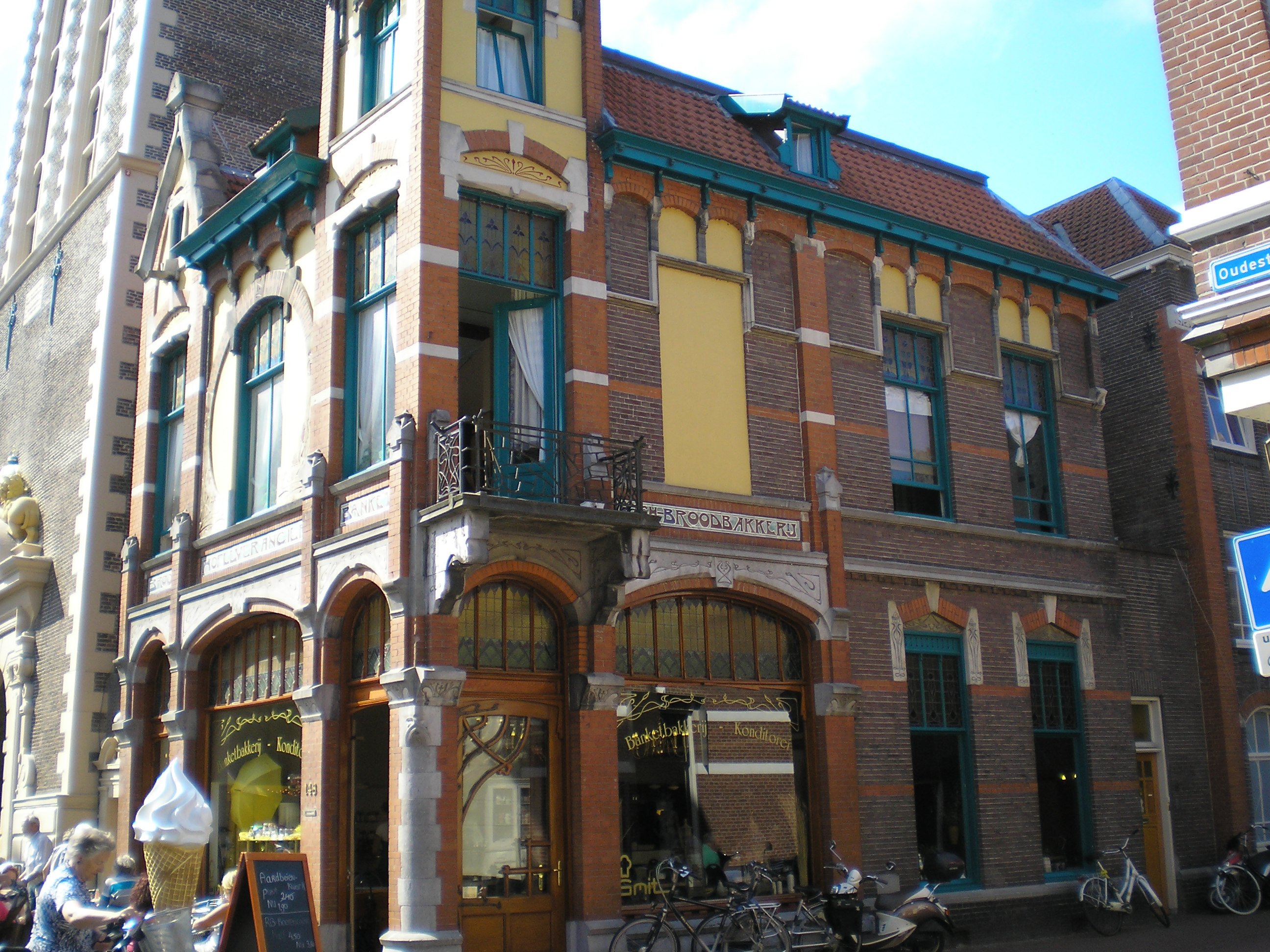
Gasthuisstraat hoek Oudestraat met links op nr. 146 de Nieuwe Toren te Kampen
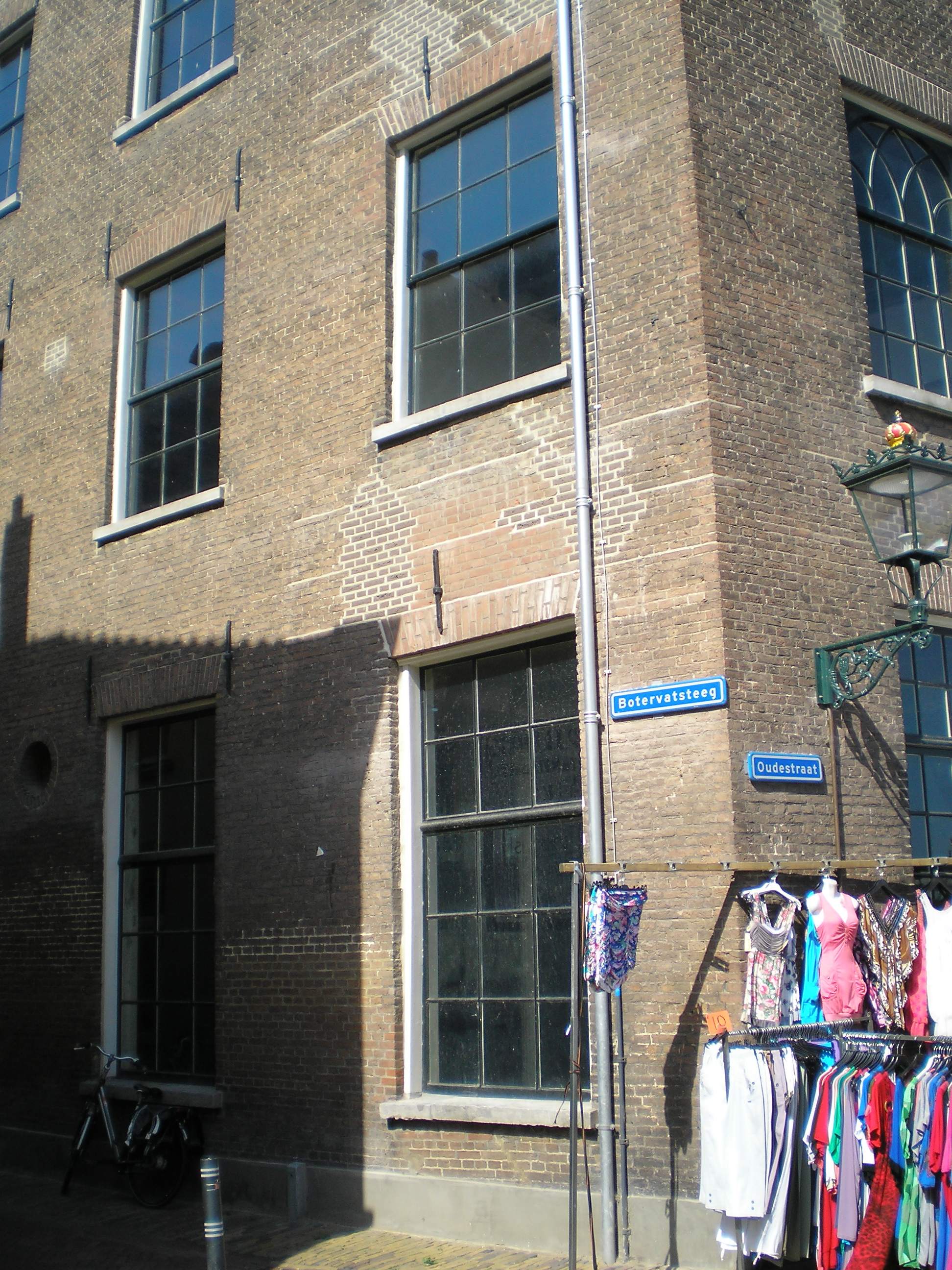
Botervatsteeg hoek Oudestraat
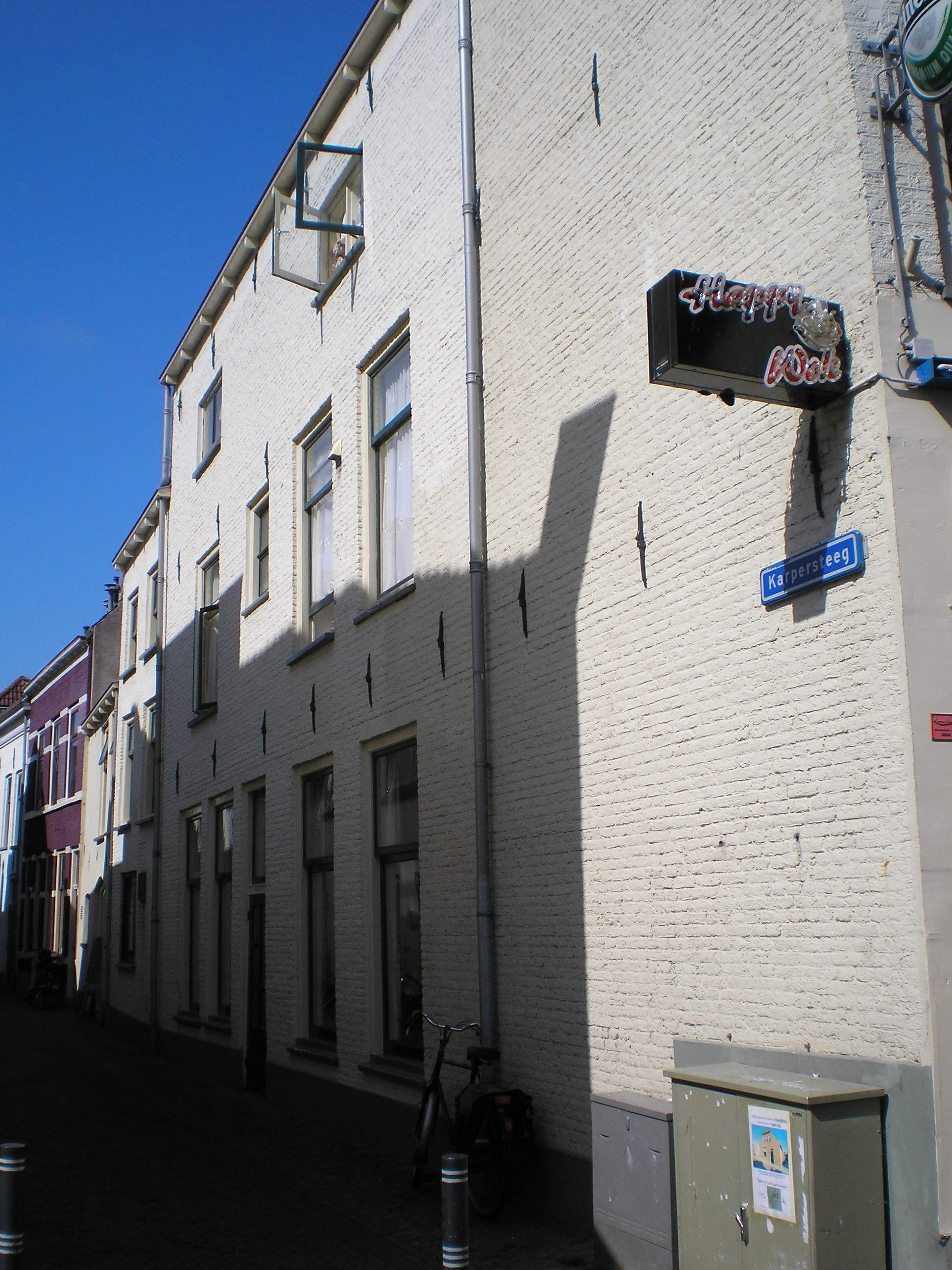
Karpersteeg hoek Oudestraat
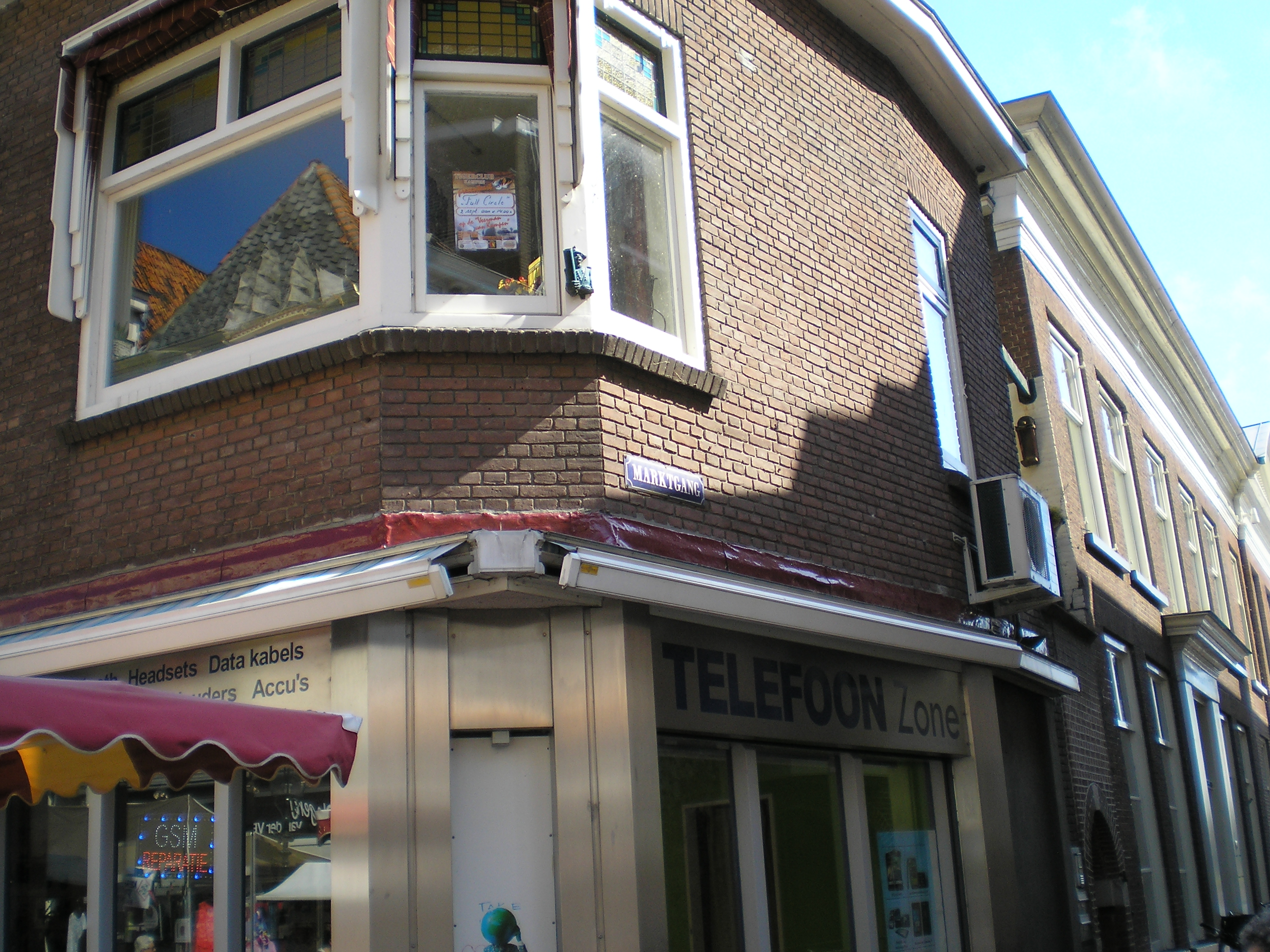
Marktgang hoek Oudestraat